# Equalizer
Ein Equalizer oder EQ (auch: Equaliser, englisch: to equalize, to equalise: angleichen, equal: gleich; auch Entzerrer genannt) ist ein Filter als elektronische Komponente zur Tongestaltung und zur Entzerrung von Tonfrequenzen, überwiegend Musik, oder von anderen frequenzbasierten Signalen wie modulierten Datensignalen. Im Deutschen sind mit diesem Begriff meistens die im Folgenden beschriebenen Geräte bzw. Plug-ins gemeint. Für andere Bedeutungen des englischen Begriffes siehe Entzerrung.

## Bauformen
Ein Equalizer setzt sich aus mehreren Filtern zusammen, mit denen das Spektrum des Eingangssignals bearbeitet werden kann. Üblicherweise wird ein Equalizer verwendet, um lineare Verzerrungen eines Signals zu korrigieren. Man kann zwischen verschiedenen Bauart- und Bedienkonzepten unterscheiden.
Ein Equalizer (ein Filter) wird üblicherweise im Verstärker aktiv in die Gegenkopplung integriert oder ist einem Verstärker passiv vorgeschaltet.

### Grafischer Equalizer

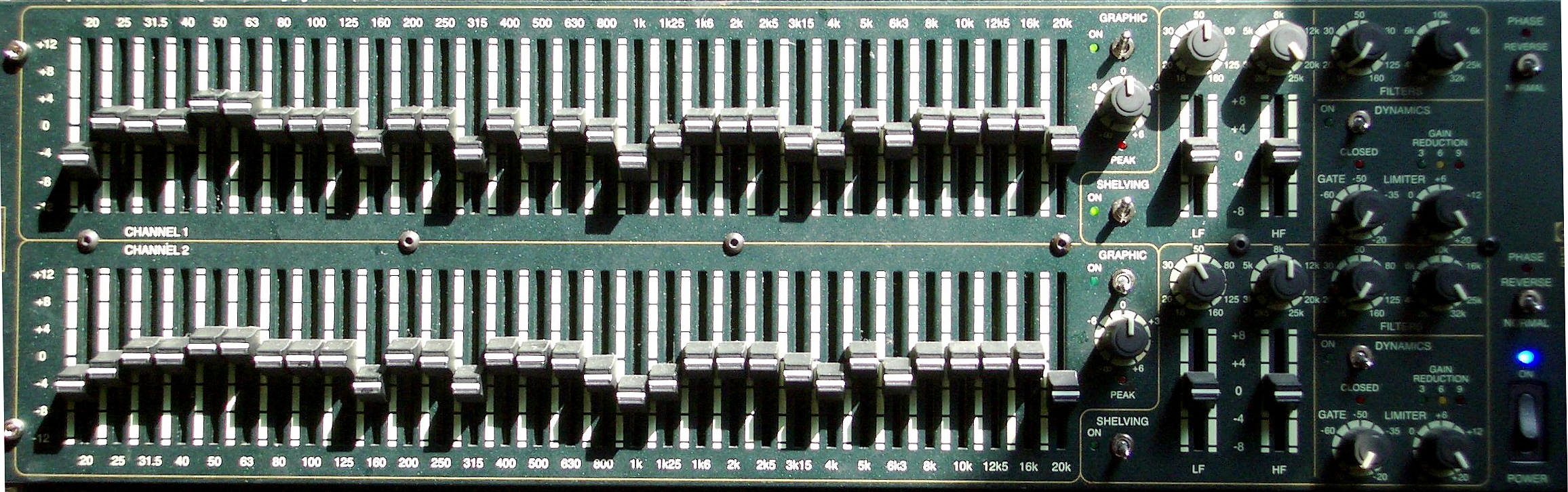
Professioneller, grafischer 31-Band-Equalizer

Hier ist jedem beeinflussbaren Frequenzband ein eigener Regler zugeordnet, so dass der Verlauf der Frequenzkorrektur „grafisch“ durch die Regler dargestellt wird.
Diese Art von Equalizern wird auch x-Band-Equalizer genannt. Anstelle des x steht dann die Anzahl der Regler (bei 31 Reglern also 31-Band-Equalizer), jeweils je Stereo-Kanal.
Kleinere grafische Equalizer besitzen meistens 2–10 Kanäle und stehen als Klangregler in manchen Leistungsverstärkern zur Verfügung.
Bei einem grafischen Equalizer sind die Mitten-Frequenzen und die Breite der Bänder unveränderbar.

### Parametrische Equalizer

#### Semiparametrischer Equalizer
Beim semi-parametrischen Equalizer können, wie beim grafischen Equalizer, die  Amplituden eingestellt werden. Zusätzlich können für ein oder mehrere Frequenzbänder deren Mittenfrequenz eingestellt werden.

#### Vollparametrischer Equalizer
Beim voll-parametrischen Equalizer kann zusätzlich auch die Filtergüte Q (Siehe Gütefaktor bei erzwungenen Schwingungen) (das entspricht der Bandbreite) eingestellt werden. Diese Bauform findet man vor allem in Mischpulten und Effektgeräten.
Immer mehr an Bedeutung gewinnen digitale Filter, die als Algorithmen in Programmen zur Audiobearbeitung implementiert werden. Verwendet werden Computer oder Digitale Signalprozessoren (DSPs).

## Verwendung

### HiFi
In HiFi-Anlagen werden Equalizer verwendet, um deren Klang den eigenen Wünschen oder der Raumakustik anzupassen.

### Kopfhörer
Equalizer sind auch bei teureren und modernen Kopfhörermodellen weit verbreitet. Der Hörer kann so ein individuelles Klangbild erstellen. Hier wird die Anpassung jedoch mit Hilfe von Apps vorgenommen und findet nicht direkt am Kopfhörer selbst statt.

### Konzerte und Veranstaltungen
Bei Konzerten werden Equalizer, neben der Entzerrung einzelner Signalquellen (Kanäle), vor allem dazu verwendet, den Gesamtklang der Beschallungsanlage („PA-Anlage“) den Örtlichkeiten anzupassen. Der Grund: Jeder Raum beeinflusst das Klangbild aufgrund seiner Geometrie. Durch Reflexion der Schallwellen an den Wänden werden Frequenzen verstärkt und/oder gedämpft (Interferenz). Diese „Beulen“ im Gesamt-Frequenzgang der Anlage und des Raums werden mit dem Equalizer (beim Soundcheck) „eingeebnet“. Hierzu wird der Equalizer in die sogenannte „Summe“ (Audioausgang, an dem das Gesamtsignal anliegt) eingeschleift.
Manchmal werden hierfür Spektrumanalysatoren eingesetzt, die die akustischen Eigenschaften des Raumes messen und den Equalizer und gegebenenfalls andere Geräte zur Beeinflussung der Beschallungsanlage, z. B. Frequenzweichen oder Verzögerungselemente gezielt einstellen (integrierte Hardware-/Softwarelösungen). In der Regel ist aber die Feineinstellung durch einen erfahrenen Tontechniker oder Toningenieur, gegebenenfalls mit Unterstützung von Spektrumanalysatoren, vorzuziehen. Gerade in großen Konzerthallen mit möglicherweise vielen Schallquellen (da ein großes Volumen beschallt werden muss) ist der Klang des Konzertes ganz erheblich von der korrekten Einstellung dieser Komponenten abhängig.

### Monitoring
Um beim Monitoring von Live-Konzerten störende Rückkoppelungen zu vermeiden, werden in den Signalweg der Monitoranlage häufig Equalizer eingeschleift und damit die betroffenen Frequenzen abgesenkt. Dieses kann mittels sogenannter Feedback-Destroyer auch halb- oder vollautomatisch geschehen. Beim halbautomatischen Verfahren sucht das Gerät einmalig die Frequenzen, die die Rückkoppelungen verursachen, und speichert die Einstellung. Beim vollautomatischen Verfahren wird während des Konzerts laufend nach problematischen Frequenzen gesucht und diese schmalbandig abgesenkt, da sie sich ständig ändern können (z. B. durch unterschiedliche Mikrofonpositionen, wenn sich der Sänger bewegt).
Beide Verfahren erlauben eine höhere Monitoring-Lautstärke, wobei das vollautomatische einen größeren Effekt hat. Nachteil hierbei ist jedoch der sich dauernd ändernde Frequenzgang der Monitoranlage, der den Klangeindruck stören kann.

### Klanggestaltung
Bei Konzerten oder im Tonstudio werden die einzelnen Audiosignale per Equalizer entzerrt (z. B. bei akustischen Problemen während der Aufnahme oder nichtlinearem Frequenzgang von Geräten und Mikrofonen) sowie an die geschmacklichen Vorstellungen des Toningenieurs/Musikproduzenten als Soundeffekt angepasst. Dabei wird auch darauf geachtet, dass die einzelnen Signale so bearbeitet werden, dass sie sich harmonisch in die Gesamtmischung einfügen (z. B. durch Hervorhebung verschiedener charakteristischer Frequenzen zweier ähnlicher Signale, beispielsweise E-Bass und Bass Drum). Des Weiteren werden EQs zum extremen Verändern von Signalen benutzt, um die Bearbeitung durch nachgeschaltete Geräte auf bestimmte Frequenzbereiche einschränken zu können, die dann wieder der Summe zugemischt werden, oder um Effekte über einen Detektor-Eingang (Key-Chain) explizit frequenzsteuern zu können (Beispiele: De-esser; Phaser auf Drum-Spur).
Parametrische Equalizer mit großer Wirkungsamplitude und hoher Filtergüte werden auch direkt zur Klang-Gestaltung eingesetzt. Es ergeben sich durch fließende Veränderung der „cutoff“-Frequenz charakteristische, oft künstlich anmutende Tonhöhen und Resonanzverläufe, die von sägend bis zwitschernd reichen können.

### DJ
Auch DJs benutzen Equalizer, die in die DJ-Mischpulte (auch Mixer genannt) integriert sind. Diese Equalizer sind oft wesentlich einfacher. Die gängigste Variante ist hier das DJ-Mischpult mit Drei-Band-Equalizer und maximaler Absenkung des Pegels um 32 dB. Dieses ist vor allem darauf zurückzuführen, dass der Equalizer im Live-Betrieb bedient wird und deshalb möglichst einfach gehalten werden soll, um eine schnelle Bedienung zu gewährleisten. Sie bestehen meistens nicht aus Schiebereglern (Fadern), sondern sind mit Drehreglern versehen.

## Bezeichnungen und weitere Beispiele
Beispiele für Filter in der Tontechnik:
- Höhensperre/Höhenfilter/High Cut/Treble Cut zur starken Absenkung (englisch: to cut= abschneiden) der hohen Frequenzen; (akademisch: Tiefpass) und
- Tiefensperre/Bassfilter/Low Cut/Bass Cut/Trittschallfilter/Rumpelfilter zur starken Absenkung (englisch: to cut= abschneiden) der tiefen Frequenzen; (akademisch: Hochpass).
- Parametrischer oder Semiparametrischer Filter/Bell-Filter zur glockenförmigen (englisch: bell = Glocke) Veränderung eines Frequenzbandes um eine Basisfrequenz (englisch: center frequency). Bei semiparametrischen Equalizern kann nur die Basisfrequenz, bei (voll)parametrischen EQs zusätzlich die Flankensteilheit (Q) angepasst werden.
- Notch-Filter (englisch: notch = Kerbe) zur Beeinflussung (in der Regel Absenkung) eines schmalen Frequenzbandes durch einen steilflankigen Filter; (auch „Kill-Filter“ genannt). Dieser Typ wird meistens zur Entfernung von Störgeräuschen oder akustischen Rückkopplungen sowie zur Klangbeeinflussung durch DJs genutzt und stellt einen Spezialfall des glockenförmigen parametrischen Equalizers mit extremer Flankensteilheit dar.
- Kuhschwanzfilter/Hi-Shelf/Low-Shelf als einseitig offener Filter zur Anhebung/Absenkung von Höhen und Tiefen.

Weiterhin gibt es noch die wichtigsten Filter für das Sound Design (zur Tongestaltung): die Präsenzfilter und Absenzfilter. Dazu gehört das im Tontechniker-Jargon bekannte Badewannenfilter, was hauptsächlich zum „Entmulmen“ von „unklaren“ Tonaufnahmen angewendet wird.